# 아드라르주 (알제리)

아드라르주

아드라르주(아랍어: ولاية أدرار)는 알제리 남서부에 위치한 주로, 주도는 아드라르이며 면적은 439,700km2, 인구는 402,197명(2008년 기준)이다. 북쪽으로는 베샤르주와 엘바야드주, 가르다이야 주, 서쪽으로는 틴두프주, 동쪽으로는 타만라세트주와 인접해 있으며 남쪽으로는 말리, 모리타니와 국경을 맞대고 있다.